# Episodi di PJ Masks - Superpigiamini (seconda stagione)
La seconda stagione della serie animata Pj Masks - Super pigiamini è stata trasmessa negli Stati Uniti su Disney Junior a partire dal 15 gennaio 2018. In Italia la serie è stata trasmessa nel 2018 su Disney Junior.
| n.  | Titolo originale             | Titolo italiano                              | Prima TV USA      | Prima TV Italia |
| --- | ---------------------------- | -------------------------------------------- | ----------------- | --------------- |
| 1a  | Moonfizzle Balls             | Sfere Ulula - Luna                           | 15 gennaio 2018   |                 |
| 1b  | Soccer Ninjalinos            | Mini-ninja calciatori                        | 15 gennaio 2018   |                 |
| 2a  | Lionel-Saurus                | Lionel-sauro                                 | 19 gennaio 2018   |                 |
| 2b  | Catboy's Cuddly              | Il pupazzo di GattoBoy                       | 19 gennaio 2018   |                 |
| 3a  | Night of the Cat             | Il Raggio Lattanti                           | 26 gennaio 2018   |                 |
| 3b  | Catboy Does It Again         | I problemi Lunari di Gufetta                 | 26 gennaio 2018   |                 |
| 4a  | Terrible Two-Some            | Pj Robot                                     | 2 febbraio 2018   |                 |
| 4b  | Owlette's Luna Trouble       | Nuovi Super Poteri                           | 2 febbraio 2018   |                 |
| 5a  | Ninja Moths                  | La Gara Sulla Luna                           | 9 febbraio 2018   |                 |
| 5b  | Who's Got the Owl Power?     | Stregati Sulla Luna: La Fortezza Lunare      | 9 febbraio 2018   |                 |
| 6a  | PJ Pinball                   | i Bimbi Lupo                                 | 23 febbraio 2018  |                 |
| 6b  | Bounce-a-Tron                | Lupo-Sauro                                   | 23 febbraio 2018  |                 |
| 7a  | Wacky Floats                 | La Notte Del Gatto                           | 9 marzo 2018      |                 |
| 7b  | Romeo's Disguise             | Gattoboy Ci Riprova                          | 9 marzo 2018      |                 |
| 8a  | PJ Robot                     | Ninja - Falene                               | 6 aprile 2018     |                 |
| 8b  | PJ Power Up                  | Chi ha il Potere Del Gufo?                   | 6 aprile 2018     |                 |
| 9a  | Moonstruck: Race to the Moon | Superpigiaflipper                            | 20 aprile 2018    |                 |
| 9b  | Moonstruck: Lunar Fortress   | Il Rimbalzatore                              | 20 aprile 2018    |                 |
| 10a | May The Best Power Win       | Carri Bizzarri                               | 11 maggio 2018    |                 |
| 10b | Moonbreaker                  | Il Travestimento di Romeo                    | 11 maggio 2018    |                 |
| 11a | The Halloween Tricksters     | Gli Imbroglioni di Halloween (Prima Parte)   | 15 giugno 2018    |                 |
| 11b | Gekko, Master of the Deep    | Gli Imbroglioni di Halloween (Seconda Parte) | 15 giugno 2018    |                 |
| 12a | Race Up Mystery Mountain     | il Gattino di Robot                          | 22 giugno 2018    |                 |
| 12b | The Mountain Prisoner        | Geco, Signore Degli Abissi                   | 22 giugno 2018    |                 |
| 13a | The Wolfy Kids               | Che vinca Il potere più Forte                | 6 luglio 2028     |                 |
| 13b | Wolf-O-Saurus                | La Luna Rotta                                | 6 luglio 2028     |                 |
| 14a | Catboy No More               | Vi presento Armadylan                        | 27 luglio 2018    |                 |
| 14b | Gekko Vs. the Splatcano      | Gufetta l'invisibile                         | 27 luglio 2018    |                 |
| 15a | Meet Armadylan               | L'aiutante di nessuno                        | 3 agosto 2018     |                 |
| 15b | Invisible Owlette            | Pericolo Armadylan                           | 3 agosto 2018     |                 |
| 16a | Wolfy Mountain               | Montagna Luposa                              | 10 agosto 2018    |                 |
| 16b | Romeo's Crystal Clear Plan   | Il piano cristallino di Romeo                | 10 agosto 2018    |                 |
| 17a | Nobody's Sidekick            | I Lupetti Invadono la Base                   | 17 agosto 2018    |                 |
| 17b | Armadylan Menace             | il Lupetto Buono                             | 17 agosto 2018    |                 |
| 18a | Power Pondweed               | il potere della Super Alga                   | 21 settembre 2018 |                 |
| 18b | Owlette Comes Clean          | Gufetta Dice La Verità                       | 21 settembre 2018 |                 |
| 19a | Halloween Tricksters         | SuperpigiaDylan                              | 5 ottobre 2018    |                 |
| 19b | Halloween Tricksters         | Armadylan in Pericolo                        | 5 ottobre 2018    |                 |
| 20a | The Wolfies Take HQ          | i Pupazzi di Romeo                           | 12 ottobre 2018   |                 |
| 20b | The Good Wolfy               | Il Gong Del Drago                            | 12 ottobre 2018   |                 |
| 21a | The Wolfy Plan               | Il piano dei lupetti                         | 2 novembre 2018   |                 |
| 21b | The Lizard Theft             | Il furto della lucertola                     | 2 novembre 2018   |                 |
| 22a | PJ Dylan                     | La Salita della Montagna Misteriosa          | 16 novembre 2018  |                 |
| 22b | Armadylan'd and Dangerous    | Il Prigioniero Della Montagna                | 16 novembre 2018  |                 |
| 23a | Romeo's Action Toys          | Gattoboy Non C'è più                         | 25 gennaio 2019   |                 |
| 23b | The Dragon Gong              | Geco e la Pappa Appiccicosa                  | 25 gennaio 2019   |                 |
| 24a | Flight of the Ninja          | Il volo del Ninja                            | 22 febbraio 2019  |                 |
| 24b | Romeocoaster                 | l parco divertimenti di Romeo                | 22 febbraio 2019  |                 |
| 25a | Gekko and the Opposite Ray   | Geco e il raggio convertitore                | 8 marzo 2019      |                 |
| 25b | PJ Masks Vs. Bad Guys United | I Superpigiamini contro l'unione dei cattivi | 8 marzo 2019      |                 |
| 26a | Easter Wolfies               | Lupetti pasquali                             | 22 marzo 2019     |                 |
| 26b | Luna and the Wolfies         | Lunetta e i lupetti                          | 22 marzo 2019     |                 |